# Kraftfahrstraße

Zeichen 331.1: (Beginn der) Kraftfahrstraße

Zeichen 331.2: Ende der Kraftfahrstraße

Als Kraftfahrstraße (umgangssprachlich auch Schnellstraße oder Schnellverkehrsstraße genannt) wird in der deutschen Straßenverkehrs-Ordnung eine bestimmte Form der Autostraße bezeichnet. Sie dürfen generell nicht betreten oder mit Fahrrädern sowie Fahrzeugen mit einer bauartbedingten Höchstgeschwindigkeit von 60 km/h oder weniger benutzt werden, analog zu Autobahnen.

## Definition
Eine Kraftfahrstraße ist laut § 18 Abs. 1 Satz 1 Straßenverkehrs-Ordnung (StVO) als öffentliche Straße ausschließlich für Kraftfahrzeuge bestimmt, deren bauartbedingte Höchstgeschwindigkeit 60 km/h überschreitet.
Die Höhe der Fahrzeuge darf laut § 18 Abs. 1 Satz 2 StVO maximal vier Meter betragen und die Breite maximal 2,55 m (Kühlfahrzeuge 2,6 m).
Die Zeichen 331.1 und 331.2 werden daher überall verwendet, wo nur „schnelle“ Kraftfahrzeuge verkehren sollen.
Auch innerstädtische Straßen, auf denen ein Tempolimit von 50 km/h gilt und die als Kraftfahrstraße ausgewiesen sind, dürfen nur befahren werden, wenn das Kraftfahrzeug bauartbedingt schneller als 60 km/h fahren kann.

## Gesetzliche Regelungen
Auf Kraftfahrstraßen gelten die üblichen Tempolimits gemäß § 3 StVO, sofern keine entsprechenden Zeichen eine höhere oder niedrigere Geschwindigkeitsbeschränkung anordnen. Diese Geschwindigkeitsbeschränkungen gelten gemäß § 18 Abs. 5 StVO nicht auf Autobahnen (Zeichen 330.1) sowie auf Straßen (u. a. Kraftfahrstraßen (Zeichen 331.1)) mit Fahrbahnen für jeweils eine Richtung, die durch Mittelstreifen oder sonstige bauliche Einrichtungen getrennt sind. 
Die zulässige Höchstgeschwindigkeit ist unabhängig von der Einstufung zur Kraftfahrstraße. Nach § 3 Abs. 3 Nr. 2. c) S. 2, 3 StVO dürfen Personenkraftwagen und andere Kraftfahrzeuge mit einer zulässigen Gesamtmasse bis 3,5 t außerorts – sofern nicht durch Verkehrszeichen beschränkt – generell „so schnell gefahren werden, dass innerhalb der übersehbaren Strecke gehalten werden kann“, wenn die Richtungsfahrbahnen baulich voneinander getrennt sind, oder mindestens zwei durch Fahrstreifenbegrenzung (Zeichen 295) oder durch Leitlinien (Zeichen 340) markierte Fahrstreifen für jede Richtung vorhanden sind. Dies gilt somit auf allen Überlandstraßen, die diese Voraussetzungen erfüllen, und nicht auf Kraftfahrstraßen im Speziellen.
Für Lastkraftwagen, Züge mit Anhänger, Sattelzüge, Krafträder und Omnibusse gelten hingegen die Geschwindigkeitsbeschränkungen wie für Autobahnen nach § 18 Abs. 5 StVO, sofern die Richtungsfahrbahnen baulich getrennt sind und die Straße sich außerhalb geschlossener Ortschaften befindet. Dies gilt nur auf Kraftfahrstraßen, nicht auf gleich ausgebauten Landstraßen, also auch nicht auf autobahnähnlichen Bundesstraßen ohne Anordnung als Kraftfahrstraße. Um die Geschwindigkeitsregelungen des § 18 Abs. 5 StVO auf Kraftfahrstraßen wirksam werden zu lassen, ist laut Gerichtsurteil zwingende Bedingung eine bauliche, ja physikalische, das Überfahren erschwerende Trennung der Richtungsfahrbahnen.
Das Wenden auf Kraftfahrstraßen ist gemäß § 18 Abs. 7 StVO genauso wie auf Autobahnen verboten, ebenso das Halten, auch auf Seitenstreifen.

## Abgrenzung zur Autobahn
Im Gegensatz zu Autobahnen können Kraftfahrstraßen von anderen Straßen höhengleich gekreuzt werden. Der Verkehr an Knotenpunkten wird dann meist über Ampeln oder Kreisverkehre geregelt.
Fußgänger dürfen Kraftfahrstraßen an Kreuzungen, Einmündungen oder vorgesehenen Stellen überschreiten (vor denen aber im Allgemeinen die Kraftfahrstraße beendet wird), ansonsten aber ebenso wie Autobahnen nicht betreten.

## Regionen mit Kraftfahrstraße
Kraftfahrstraßen gibt es z. B. im Raum Flensburg, im Südharz auf den Bundesstraßen 27, diese ebenso wie die B 14, B 10 und B 29 auch in der Region Stuttgart, und B 243, in Mittelhessen auf der B 3 zwischen Marburg und Gießen sowie auf dem Zubringer (B 33) von der A 81 nach Konstanz am Bodensee, hier sogar auf langen Abschnitten. In Bayern sind u. a. die B 15n, B 286 und die B 11 als Kraftfahrstraßen ausgewiesen. Im Saarland zählt die B 41 abschnittsweise als Kraftfahrstraße. In Rheinland-Pfalz sind u. a. die B 9 und die B 10 Kraftfahrstraßen. Ähnliche Beispiele findet man in fast allen Regionen Deutschlands.
Auch die B 6 war auf dem gut 100 Kilometer langen Abschnitt von Goslar bis zum Kreuz Bernburg weitgehend ohne Geschwindigkeitsbegrenzungen versehen. Zum Jahresbeginn 2019 wurde die B 6 zwischen Bad Harzburg und Bernburg zur A 36 bzw. zur A 369 aufgestuft, ohne Änderung der Geschwindigkeitsregelungen.

## Bildergalerie

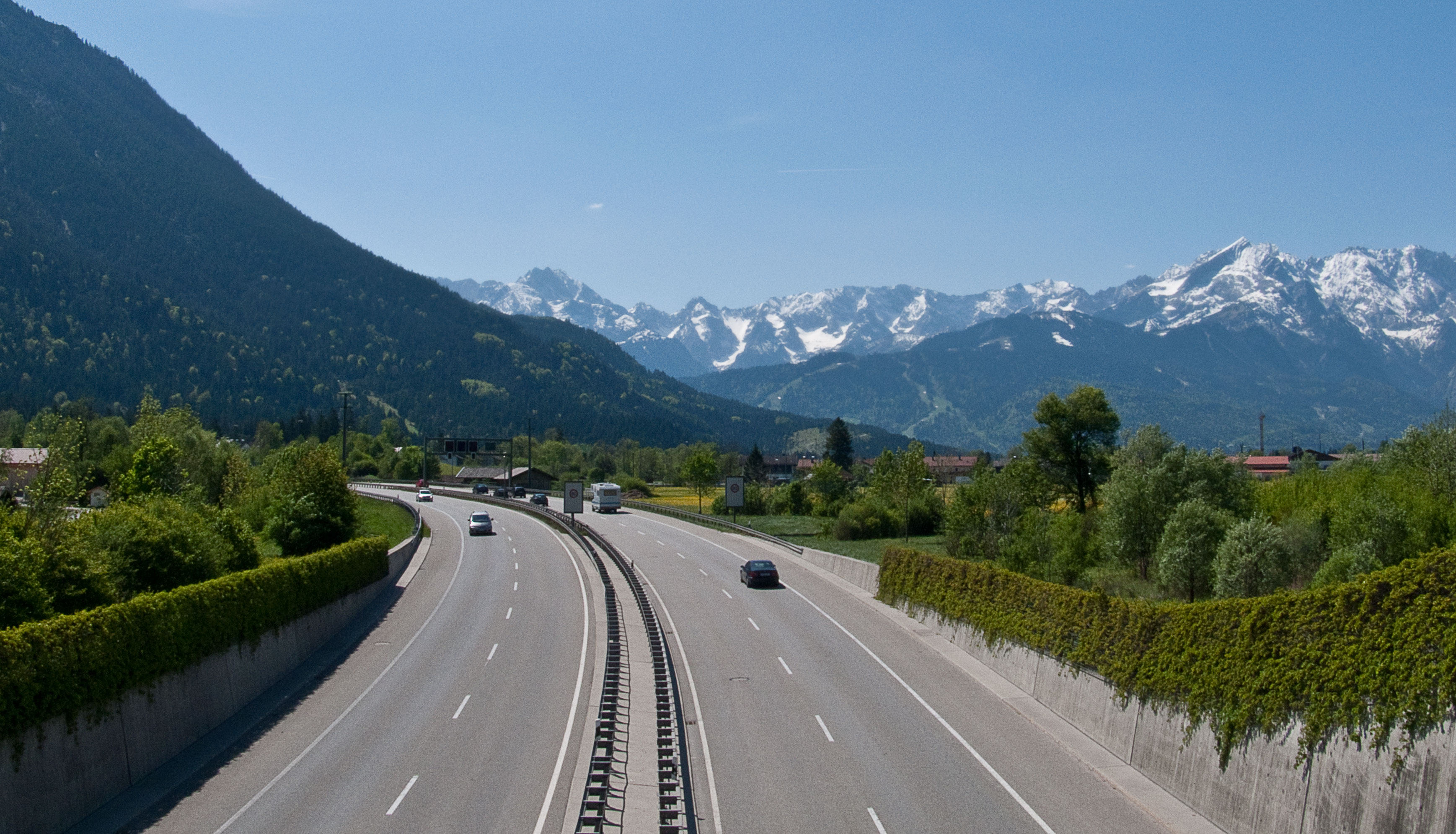
Bundesstraße 2 als Kraftfahrstraße mit getrennten Fahrbahnen bei Farchant
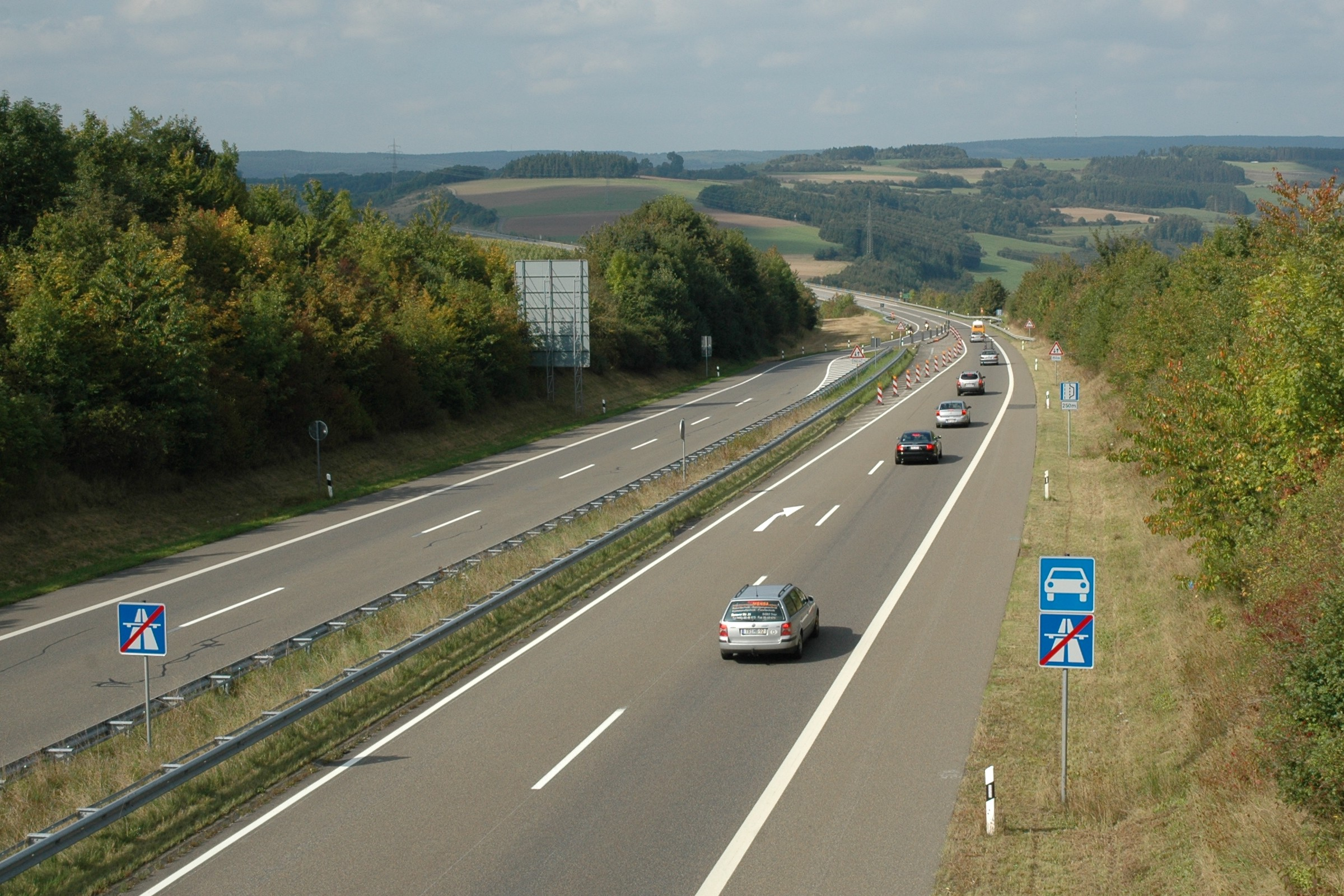
Übergang von Autobahn zu Kraftfahrstraße (Bundesautobahn 60)
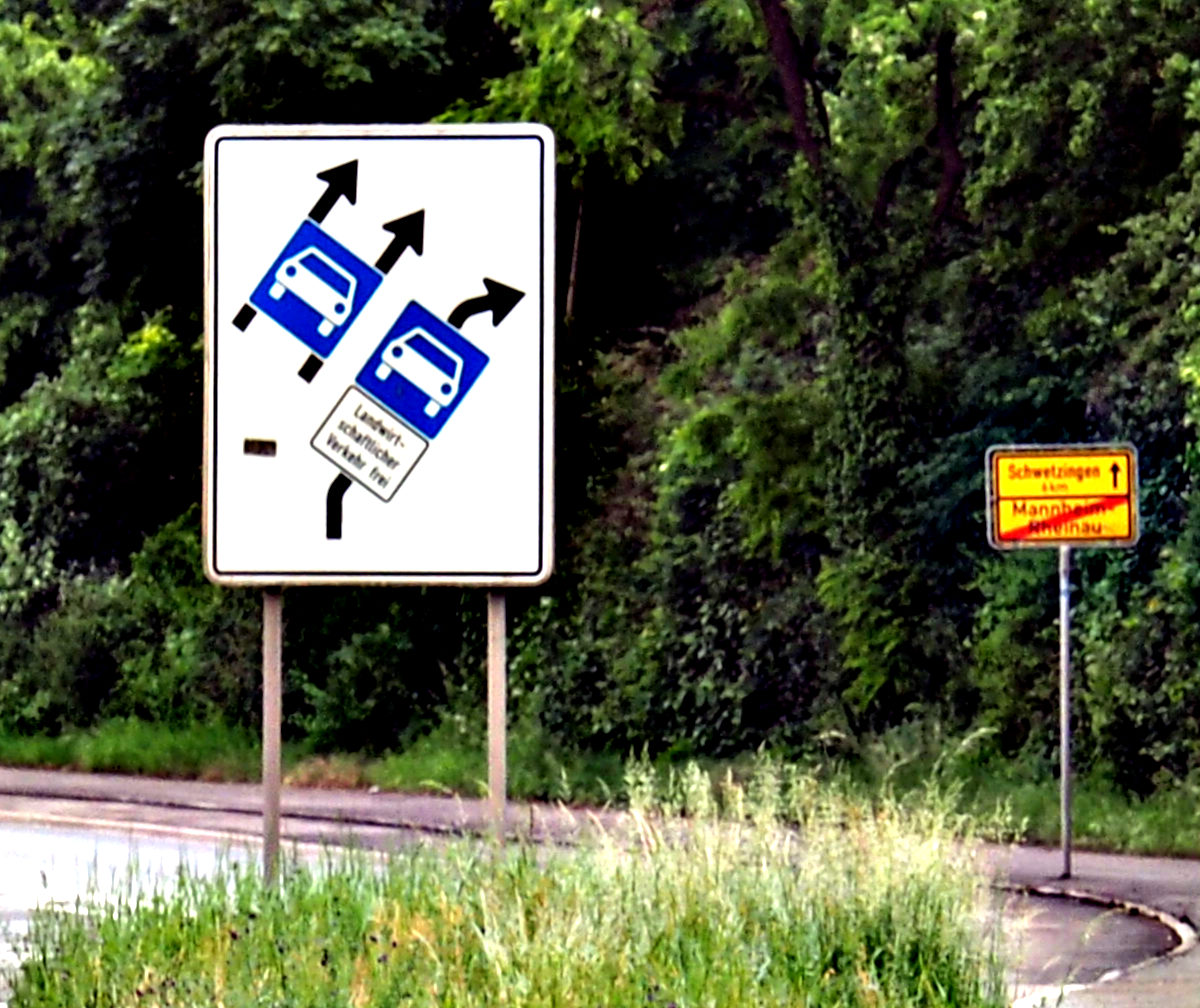
Die B 36 ist abschnittsweise für landwirtschaftlichen Verkehr freigegeben.